# Jira Bulahi Bad
Jira Bulahi Bad (àrab: جيرا بولهي باد, Jīrā Būlahī Bād; Al-Aaiun, 20 de juny de 1965) és una enginyera, política i activista sahrauí. És ministra de la República Àrab Sahrauí Democràtica i representant del Front Polisario a nombrosos països, i a Espanya ho és d'ençà del 2016.

## Biografia
Va néixer el 20 de juny de 1965 a Al-Aaioun, que aleshores formava part de la colònia espanyola de Saguia el-Hamra (al seu torn, part de l'antic Sàhara espanyol).
Després de la manifestació de la Marxa Verda el novembre de 1975, va fugir amb la família a la ciutat algeriana de Tindouf, a prop de les fronteres de Mauritània, el Sàhara Occidental i el Marroc. Va completar-hi el batxillerat i va treure profit a una beca per a anar-se'n a estudiar enginyeria elèctrica a Cuba. En tornar, es va unir a diverses organitzacions polítiques i socials sahrauís, com ara la Unió de la Joventut Sahrauí i la Unió Nacional de Dones Saharauis, en les quals va ocupar càrrecs de lideratge.
Els anys següents del seu retorn, Bad es va ocupar de qüestions de relacions internacionals. Una vegada va obtenir un màster en Cooperació Internacional a la Universitat d'Alacant a Espanya, va esdevenir la representant del Front Popular per a l'Alliberament de Sakia-el-Hamra i Río de Oro a Suècia en el conjunt dels països nòrdics. També ha estat directora del Departament de Relacions Internacionals i Cooperació.